# Coupe continentale de hockey sur glace 2021-2022
Navigation
2020-2021 2022-2023
La saison 2021-2022 est la vingt-cinquième édition de la Coupe continentale de hockey sur glace, une compétition européenne de clubs organisée par la Fédération internationale de hockey sur glace (IIHF). Elle débute le 24 septembre 2021 et la finale, initialement programmée du 7 au 9 janvier 2022, se déroule du 4 au 6 mars 2022.

## Présentation
Vingt équipes venant d'autant de pays prennent part à la compétition : il s'agit généralement des vainqueurs des championnats nationaux respectifs, mais il existe quelques exceptions.
La compétition se divise en quatre tours, l'entrée en lice des équipes se faisant selon le niveau de chacune.
Lors de chaque tour, les équipes sont séparées en deux groupes de 4, chacun étant disputé sous la forme d'un championnat à rencontre simple. Aux premier et deuxième tours, seul le vainqueur de chaque groupe se qualifie pour le tour suivant tandis que les deux premiers de chaque groupe du troisième tour se qualifient pour la finale. 
La répartition des points est la suivante :
- 3 points pour une victoire dans le temps réglementaire ;
- 2 points pour une victoire en prolongation ou aux tirs de fusillade ;
- 1 point pour une défaite en prolongation ou aux tirs de fusillade ;
- 0 point pour une défaite dans le temps réglementaire.

### Clubs participants
| Équipe                   | Qualification                  |
| ------------------------ | ------------------------------ |
| Corona Brașov            | Champion de Roumanie 2020-2021 |
| Hockey Punks Vilnius     | Champion de Lituanie 2020-2021 |
| KHL Mladost Zagreb       | Champion de Croatie 2020-2021  |
| Skautafélag Akureyrar    | Champion d'Islande 2020-2021   |
| Tartu Kalev-Välk         | Champion d'Estonie 2020-2021   |
| Étoile rouge de Belgrade | Champion de Serbie 2020-2021   |
| FC Barcelone             | Champion d'Espagne 2020-2021   |
| Buz Beykoz Istanbul      | Champion de Turquie 2020-2021  |

| Équipe             | Qualification                               |
| ------------------ | ------------------------------------------- |
| Ferencváros TC     | Champion de Hongrie 2020-2021               |
| Asiago Hockey      | Champion d'Italie 2020-2021                 |
| Olimp Riga         | Champion de Lettonie 2020-2021              |
| Gothiques d'Amiens | Vainqueur de la Coupe de France 2019-2020   |
| HDD Jesenice       | Champion de Slovénie 2020-2021              |
| HK Sokil Kiev      | Deuxième du championnat d'Ukraine 2020-2021 |

| Équipe             | Qualification                                     |
| ------------------ | ------------------------------------------------- |
| HK Homiel          | Deuxième du championnat de Biélorussie 2020-2021  |
| AaB Ishockey       | Deuxième du championnat du Danemark 2020-2021     |
| HK Poprad          | Deuxième du championnat de Slovaquie 2020-2021    |
| Sheffield Steelers | Troisième du championnat du Royaume-Uni 2019-2020 |
| Saryarka Karaganda | Champion du Kazakhstan 2020-2021                  |
| Cracovia           | Deuxième du championnat de Pologne 2020-2021      |

## Premier tour
Le 1er tour se déroule du 24 au 26 septembre 2021 à Brașov en Roumanie pour le groupe A et à Vilnius en Lituanie pour le groupe B.
Légende :
- En gras, qualifié pour le 2e tour

Pour les significations des abréviations, voir statistiques du hockey sur glace.

### Groupe A
| Clt   | Équipe              | PJ | V | VP | D | DP | BP | BC | Diff | Pts |
| ----- | ------------------- | -- | - | -- | - | -- | -- | -- | ---- | --- |
| +001, | Corona Brașov       | 3  | 3 | 0  | 0 | 0  | 30 | 3  | +27  | 9   |
| +002, | KHL Mladost Zagreb  | 3  | 2 | 0  | 1 | 0  | 16 | 18 | -2   | 6   |
| +003, | FC Barcelone        | 3  | 1 | 0  | 2 | 0  | 10 | 14 | -4   | 3   |
| +004, | Buz Beykoz Istanbul | 3  | 0 | 0  | 3 | 0  | 7  | 28 | -21  | 0   |

| 24 septembre | KHL Mladost Zagreb  | 2  | 10 | Corona Brașov       |
| 24 septembre | FC Barcelone        | 6  | 2  | Buz Beykoz Istanbul |
| 25 septembre | FC Barcelone        | 3  | 5  | KHL Mladost Zagreb  |
| 25 septembre | Corona Brașov       | 13 | 0  | Buz Beykoz Istanbul |
| 26 septembre | Corona Brașov       | 7  | 1  | FC Barcelone        |
| 26 septembre | Buz Beykoz Istanbul | 5  | 9  | KHL Mladost Zagreb  |

### Groupe B
| Clt   | Équipe                   | PJ      | V | VP | D | DP | BP | BC | Diff | Pts |
| ----- | ------------------------ | ------- | - | -- | - | -- | -- | -- | ---- | --- |
| +001, | Tartu Kalev-Välk         | 2       | 2 | 0  | 0 | 0  | 14 | 4  | +10  | 6   |
| +002, | Hockey Punks Vilnius     | 2       | 1 | 0  | 1 | 0  | 15 | 14 | +1   | 3   |
| +003, | Skautafélag Akureyrar    | 2       | 0 | 0  | 2 | 0  | 7  | 18 | -11  | 0   |
| -     | Étoile rouge de Belgrade | Forfait | - | -  | - | -  | -  | -  | -    | -   |

| 24 septembre | Hockey Punks Vilnius  | 3 | 8  | Tartu Kalev-Välk      |
| 25 septembre | Tartu Kalev-Välk      | 6 | 1  | Skautafélag Akureyrar |
| 26 septembre | Skautafélag Akureyrar | 6 | 12 | Hockey Punks Vilnius  |

## Deuxième tour
Le 2e tour se déroule du 22 au 24 octobre 2021 à Budapest en Hongrie pour le groupe C et à Amiens en France pour le groupe D.
Légende :
- En gras, qualifié pour le 3e tour

Pour les significations des abréviations, voir statistiques du hockey sur glace.

### Groupe C
| Clt   | Équipe           | PJ | V | VP | D | DP | BP | BC | Diff | Pts |
| ----- | ---------------- | -- | - | -- | - | -- | -- | -- | ---- | --- |
| +001, | Olimp Riga       | 3  | 2 | 0  | 1 | 0  | 10 | 7  | +3   | 6   |
| +002, | HK Sokil Kiev    | 3  | 2 | 0  | 1 | 0  | 14 | 9  | +5   | 6   |
| +003, | Ferencváros TC   | 3  | 2 | 0  | 1 | 0  | 12 | 6  | +6   | 6   |
| +004, | Tartu Kalev-Välk | 3  | 0 | 0  | 3 | 0  | 8  | 22 | -14  | 0   |

| 22 octobre | Ferencváros TC | 8 | 1 | Tartu Kalev-Välk |
| 22 octobre | Olimp Riga     | 4 | 1 | HK Sokil Kiev    |
| 23 octobre | Ferencváros TC | 1 | 4 | HK Sokil Kiev    |
| 23 octobre | Olimp Riga     | 5 | 3 | Tartu Kalev-Välk |
| 24 octobre | Olimp Riga     | 1 | 3 | Ferencváros TC   |
| 24 octobre | HK Sokil Kiev  | 9 | 4 | Tartu Kalev-Välk |

### Groupe D
| Clt   | Équipe             | PJ | V | VP | D | DP | BP | BC | Diff | Pts |
| ----- | ------------------ | -- | - | -- | - | -- | -- | -- | ---- | --- |
| +001, | Asiago Hockey      | 3  | 3 | 0  | 0 | 0  | 11 | 7  | +4   | 9   |
| +002, | Gothiques d'Amiens | 3  | 2 | 0  | 1 | 0  | 17 | 4  | +13  | 6   |
| +003, | HDD Jesenice       | 3  | 1 | 0  | 2 | 0  | 9  | 13 | -4   | 3   |
| +004, | Corona Brașov      | 3  | 0 | 0  | 3 | 0  | 2  | 15 | -13  | 0   |

| 22 octobre | Asiago Hockey      | 4 | 3 | HDD Jesenice       |
| 22 octobre | Gothiques d'Amiens | 6 | 0 | Corona Brașov      |
| 23 octobre | Corona Brașov      | 2 | 4 | Asiago Hockey      |
| 23 octobre | Gothiques d'Amiens | 9 | 1 | HDD Jesenice       |
| 24 octobre | HDD Jesenice       | 5 | 0 | Corona Brașov      |
| 24 octobre | Asiago Hockey      | 3 | 2 | Gothiques d'Amiens |

## Troisième tour
Le 3e tour se déroule du 19 au 21 novembre 2021 à Cracovie en Pologne pour le groupe E et à Aalborg au Danemark pour le groupe F.
Légende :
- En gras, qualifié pour la Super finale
- P : Prolongations
- F : Tirs de fusillade

Pour les significations des abréviations, voir statistiques du hockey sur glace.

### Groupe E
| Clt   | Équipe             | PJ | V | VP | D | DP | BP | BC | Diff | Pts |
| ----- | ------------------ | -- | - | -- | - | -- | -- | -- | ---- | --- |
| +001, | Saryarka Karaganda | 3  | 3 | 0  | 0 | 0  | 10 | 2  | +8   | 9   |
| +002, | Cracovia           | 3  | 0 | 2  | 1 | 0  | 8  | 8  | 0    | 4   |
| +003, | HK Poprad          | 3  | 1 | 0  | 1 | 1  | 6  | 9  | -3   | 4   |
| +004, | Asiago Hockey      | 3  | 0 | 0  | 2 | 1  | 6  | 11 | -5   | 1   |

| 19 novembre | HK Poprad          | 3 | 1   | Asiago Hockey      |
| 19 novembre | Cracovia           | 0 | 2   | Saryarka Karaganda |
| 20 novembre | Saryarka Karaganda | 4 | 2   | Asiago Hockey      |
| 20 novembre | HK Poprad          | 3 | 4 F | Cracovia           |
| 21 novembre | Saryarka Karaganda | 4 | 0   | HK Poprad          |
| 21 novembre | Asiago Hockey      | 3 | 4 P | Cracovia           |

### Groupe F
| Clt   | Équipe             | PJ | V | VP | D | DP | BP | BC | Diff | Pts |
| ----- | ------------------ | -- | - | -- | - | -- | -- | -- | ---- | --- |
| +001, | AaB Ishockey       | 3  | 2 | 0  | 1 | 0  | 13 | 7  | +6   | 6   |
| +002, | HK Homiel          | 3  | 2 | 0  | 1 | 0  | 9  | 6  | +3   | 6   |
| +003, | Sheffield Steelers | 3  | 2 | 0  | 1 | 0  | 6  | 7  | -1   | 6   |
| +004, | Olimp Riga         | 3  | 0 | 0  | 3 | 0  | 5  | 13 | -8   | 0   |

| 19 novembre | HK Homiel          | 3 | 1 | Olimp Riga         |
| 19 novembre | AaB Ishockey       | 1 | 3 | Sheffield Steelers |
| 20 novembre | Sheffield Steelers | 3 | 2 | Olimp Riga         |
| 20 novembre | HK Homiel          | 2 | 5 | AaB Ishockey       |
| 21 novembre | Sheffield Steelers | 0 | 4 | HK Homiel          |
| 21 novembre | Olimp Riga         | 2 | 7 | AaB Ishockey       |

## Super Finale
La Super Finale se déroule du 4 au 6 mars 2022 à Aalborg au Danemark.
Légende :
- En gras, vainqueur de la Coupe continentale 2021-2022
- Exclusion à la suite de l'Invasion de l'Ukraine par la Russie en 2022[13].

Pour les significations des abréviations, voir statistiques du hockey sur glace.
| Clt   | Équipe             | PJ | V | VP | D | DP | BP | BC | Diff | Pts |
| ----- | ------------------ | -- | - | -- | - | -- | -- | -- | ---- | --- |
| +001, | Cracovia           | 2  | 2 | 0  | 0 | 0  | 6  | 1  | +5   | 6   |
| +002, | Saryarka Karaganda | 2  | 1 | 0  | 1 | 0  | 5  | 3  | +2   | 3   |
| +003, | AaB Ishockey       | 2  | 0 | 0  | 2 | 0  | 1  | 8  | -7   | 0   |
| -     | HK Homiel          | 0  | 0 | 0  | 0 | 0  | 0  | 0  | 0    | 0   |

| 4 mars | Cracovia           | 2 | 1 | Saryarka Karaganda |
| 5 mars | AaB Ishockey       | 0 | 4 | Cracovia           |
| 6 mars | Saryarka Karaganda | 4 | 1 | AaB Ishockey       |